# فرانچنی ۴۲۹۲۹
سیارک ۴۲۹۲۹ (به انگلیسی: 42929 Francini، نامگذاری:1999TW9) چهل و دو هزار و نهصد و بیست و نهمین سیارک کشف شده‌ در ۸ اکتبر ۱۹۹۹ است.